# Municipio de Springfield (condado de Williams)
El municipio de Springfield (en inglés: Springfield Township) es un municipio ubicado en el condado de Williams, en el estado estadounidense de Ohio. Según el censo de 2020, tiene una población de 3048 habitantes.

## Geografía
El municipio de Springfield se encuentra ubicado en las coordenadas 41°28′1″N 84°24′21″O / 41.46694, -84.40583. Según la Oficina del Censo de los Estados Unidos, el municipio tiene una superficie total de 94.09 km², de la cual 93,75 km² corresponden a tierra firme y (0,36 %) 0,34 km² es agua.

## Demografía
Según el censo de 2020, hay 3048 personas residiendo en el municipio de Springfield. La densidad de población es de 32,51 hab./km². El 84,09 % de los habitantes son blancos; el 6,79 % son afroamericanos; el 0,30 % son amerindios, el 0,26 % son asiáticos; el 4,40 % son de otras razas, y el 4,17 % son de una mezcla de razas. Del total de la población, el 9,28 % son hispanos o latinos de cualquier raza.

## Gobierno
El municipio está gobernado por una junta de tres administradores (trustees). Hay también un funcionario fiscal electo.